# Coania
Coania is een monotypisch geslacht van tweekleppigen uit de  familie van de Pandoridae.

## Soort
- Coania rhypis (Pilsbry & Lowe, 1932)